# (3015) Candy
(3015) Candy est un astéroïde de la ceinture principale découvert le 9 novembre 1980 par l'astronome américain Edward Bowell à l'observatoire Lowell situé en Arizona. Sa désignation provisoire était 1980 VN.
Il tire son nom de l'astronome Michael P. Candy.